# Pista di ghiaccio

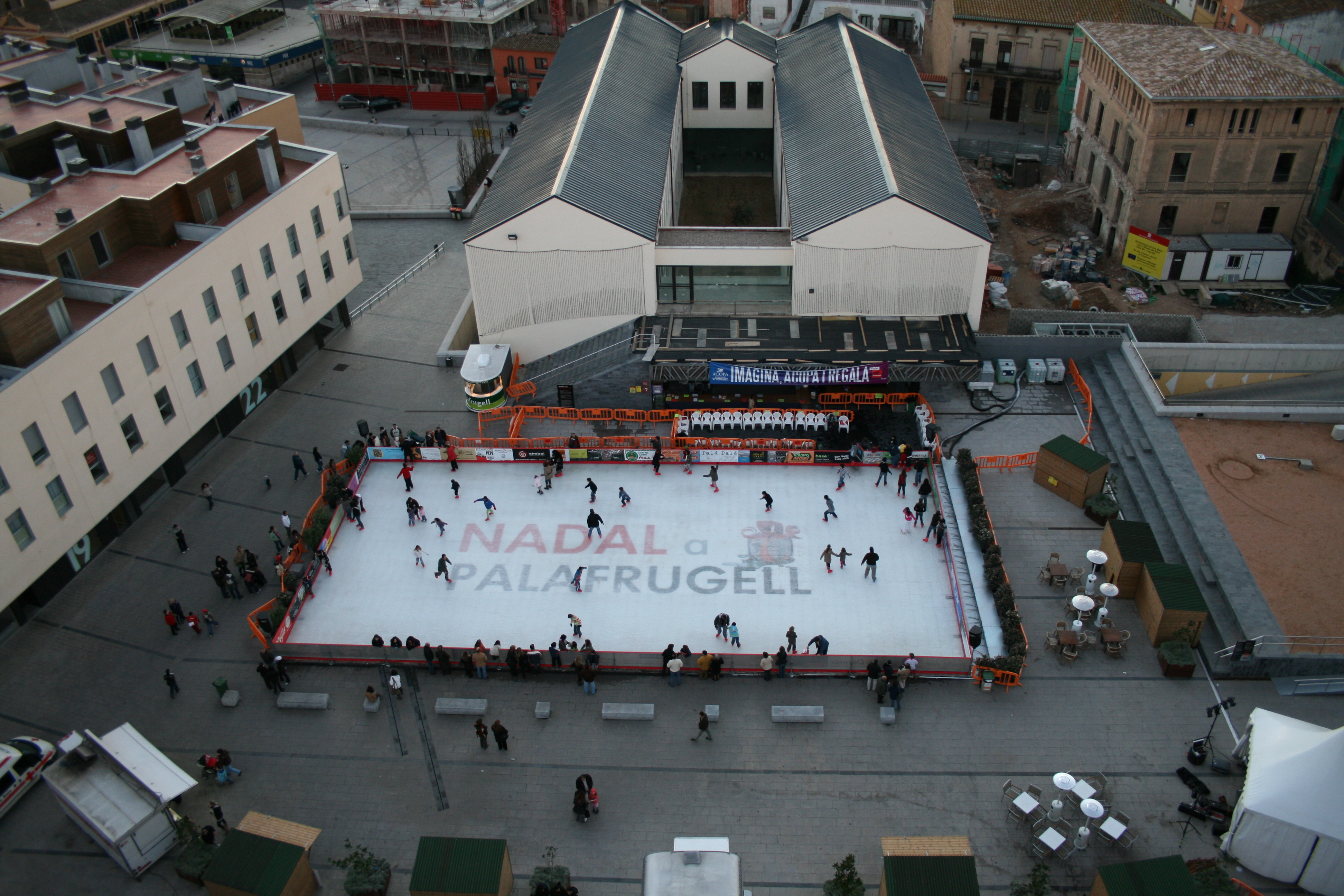
Una pista di ghiaccio all'aperto installata anche senza la presenza di temperature prossime allo zero

Una pista di ghiaccio è uno spazio delimitato da una recinzione, il cui fondo consiste in uno spesso strato di ghiaccio. 

## Descrizione
Una pista può trovarsi sia in un palazzetto chiuso, condizionato per mantenere continuamente il ghiaccio, sia all'aperto, dove il ghiaccio viene mantenuto grazie all'impianto frigorifero sottostante. 
Grazie all'installazione di queste piste di ghiaccio mobili nei centri commerciali e nelle piazze cittadine, gli sport sul ghiaccio attraggono un numero sempre maggiore di appassionati. Esistono anche piste naturali, in località dove il freddo è intenso (laghi e fiumi ghiacciati).

## Installazione di una pista di ghiaccio

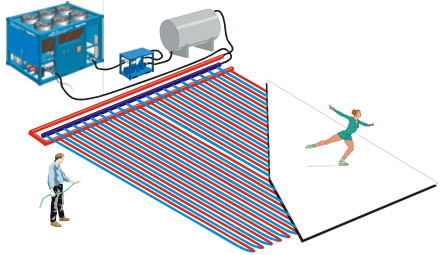
Spaccato degli strati che compongono una pista di ghiaccio

Una pista di ghiaccio è una superficie, spesso recintata, in cui si genera e si mantiene uno strato di ghiaccio in modo artificiale, ossia con l'aiuto di un impianto di raffreddamento.
Il primo requisito è disporre di suolo pianeggiante, solido e livellato. Il suolo viene ricoperto con una cosiddetta copertura frigorifera, costituita da una rete di tubazioni collegate tra loro in un circuito. La copertura frigorifera è collegata a collettori principali che si trovano ad uno o ad entrambi i lati della pista. A loro volta, i collettori sono collegati ad una pompa d'acqua, a un serbatoio (chiamato polmone o buffer tank) e infine all'impianto di raffreddamento. Tale insieme forma un circuito chiuso che è la base della pista.
Il circuito si riempie con una miscela di acqua e liquido anti-congelante (monoetilenglicole o polipropilenglicole), e si avvia l'impianto di raffreddamento. La pompa fa circolare continuamente il liquido lungo le tubazioni ed il buffer tank espelle l'aria che altrimenti resterebbe bloccata nel circuito. L'impianto di raffreddamento genera l'abbassamento della temperatura del liquido fino a portarla a -8 o -10 °C. Successivamente con una manichetta si spruzza sui tubi della copertura frigorifera l'acqua, che si cristallizza immediatamente. Il procedimento si ripete varie volte, e a poco a poco si forma lo strato di ghiaccio. Lo spessore ideale va da 6 a 8 cm.

## Galleria d'immagini

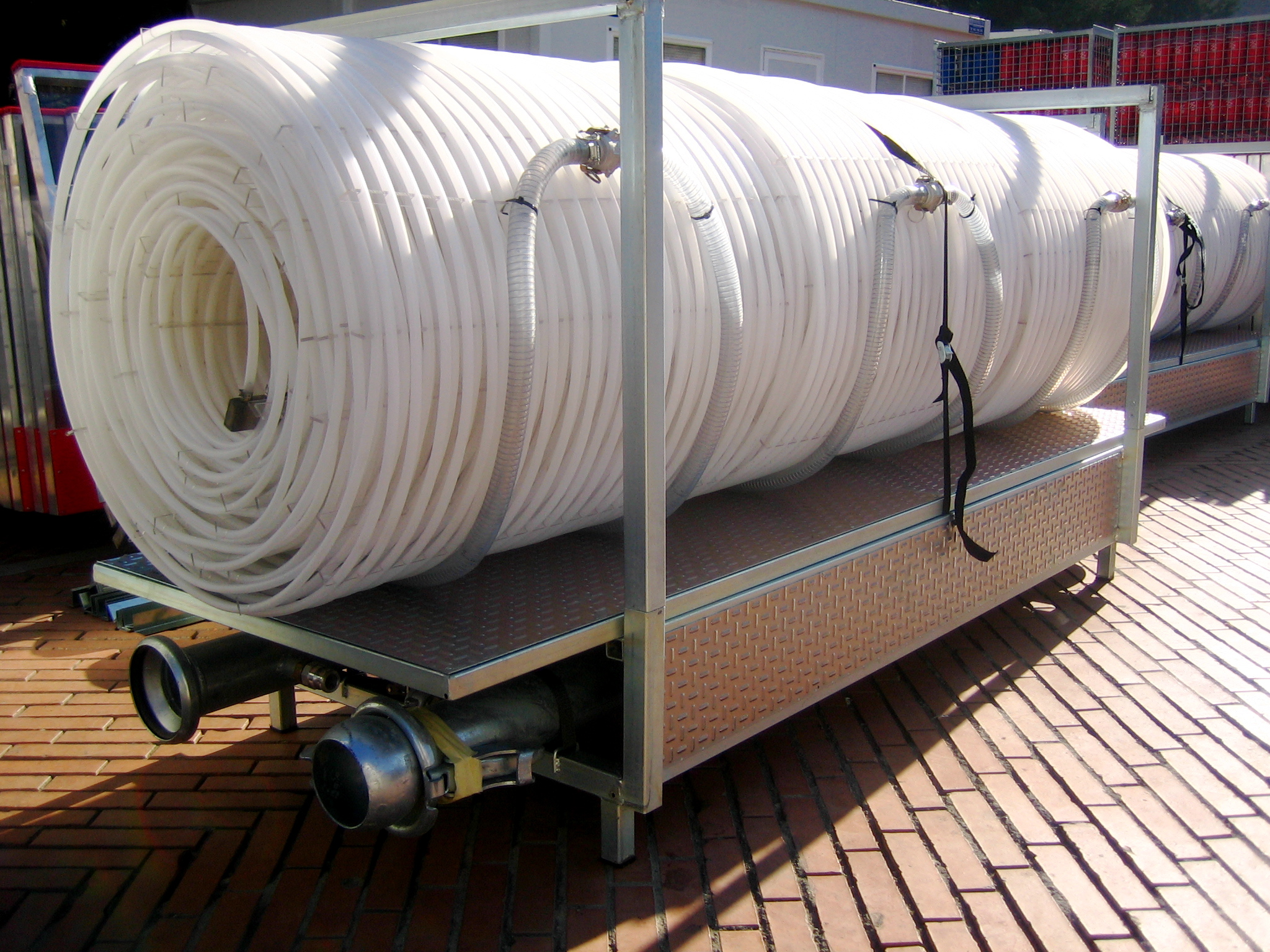
Icebox con collettori nella parte inferiore e il tubo frigorifero avvolto al disopra
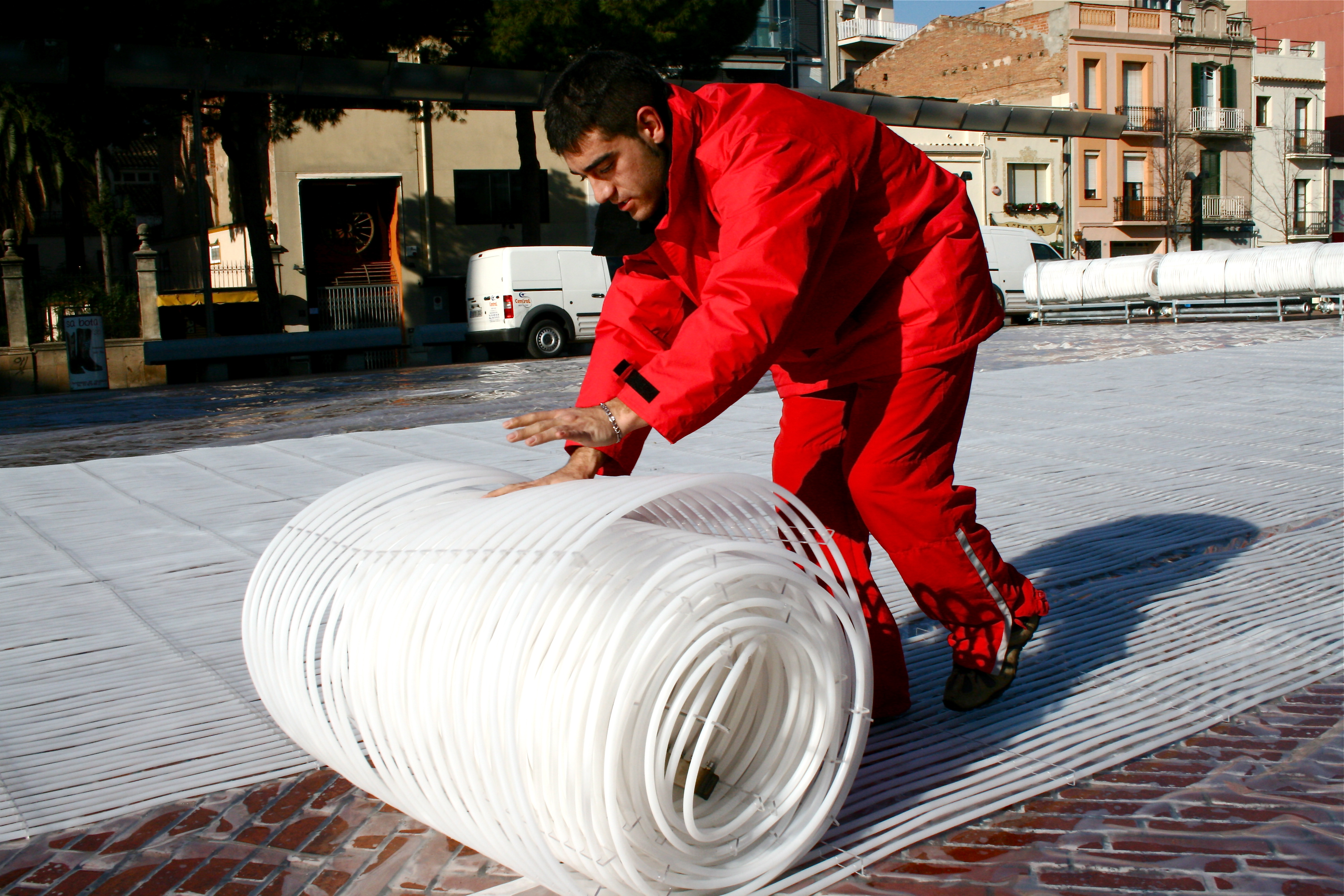
Supervisore srotola il tubo per il suolo frigorifero
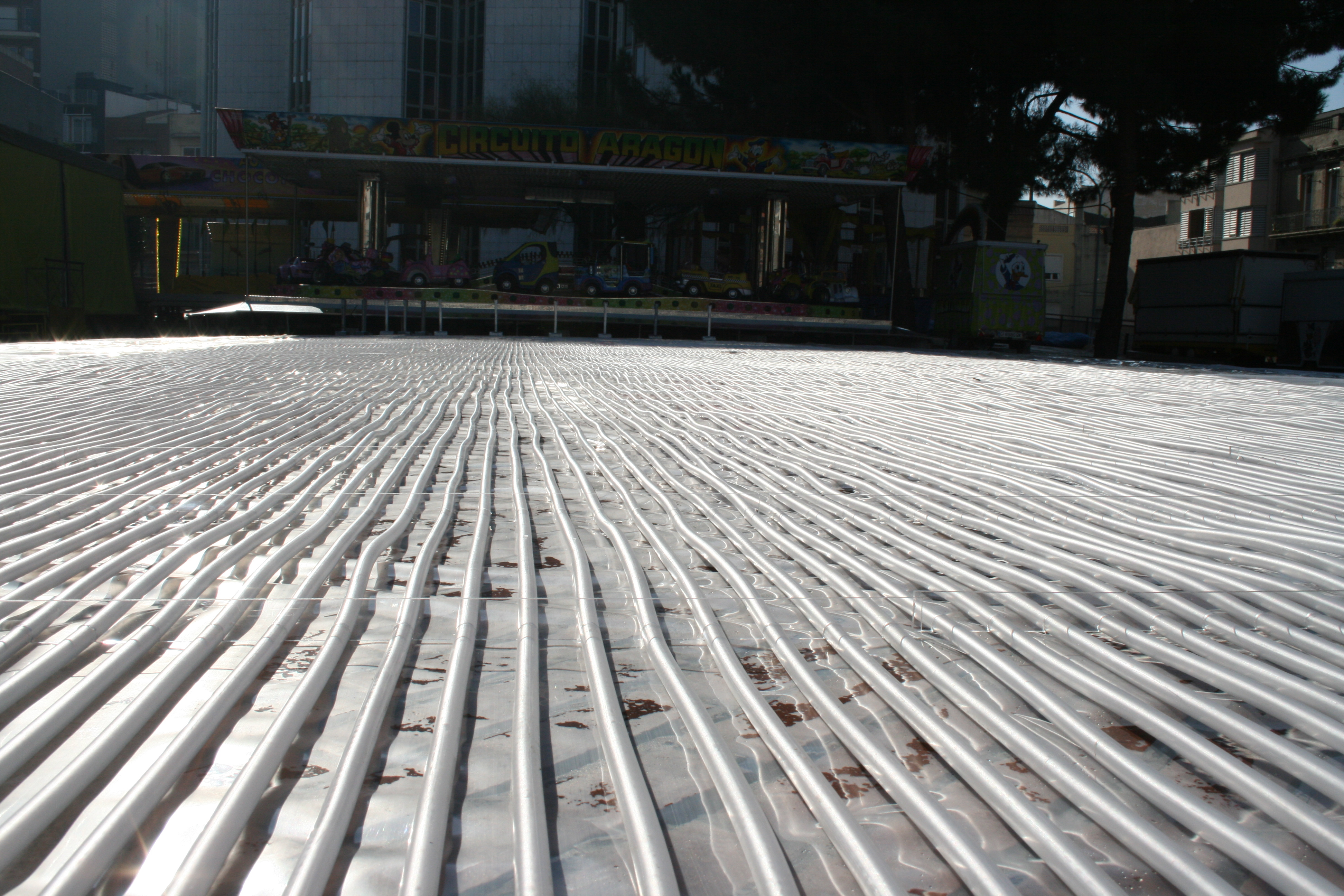
Il suolo frigorifero posato
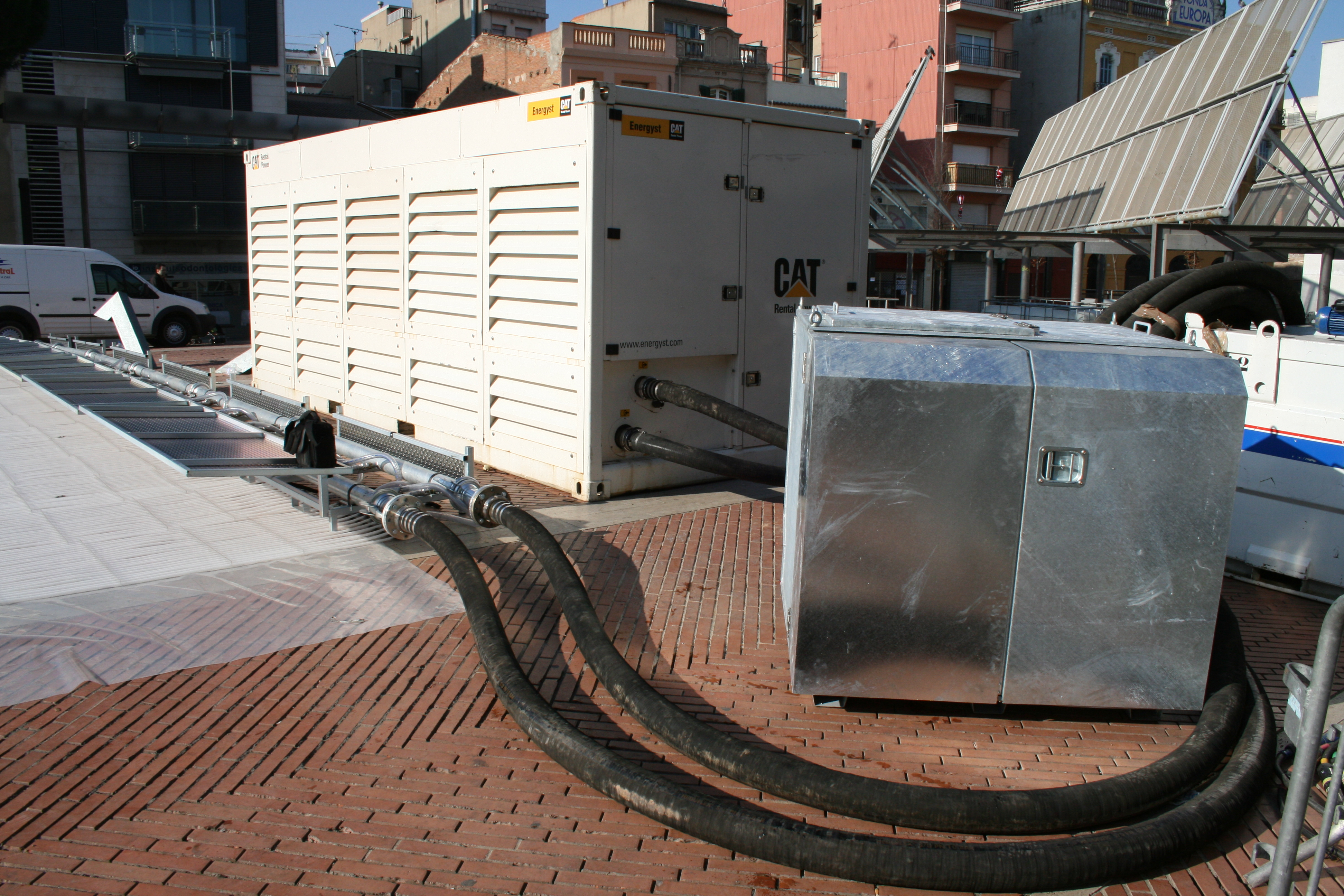
L’impianto di raffreddamento con il buffertank collegato alla pista di ghiaccio
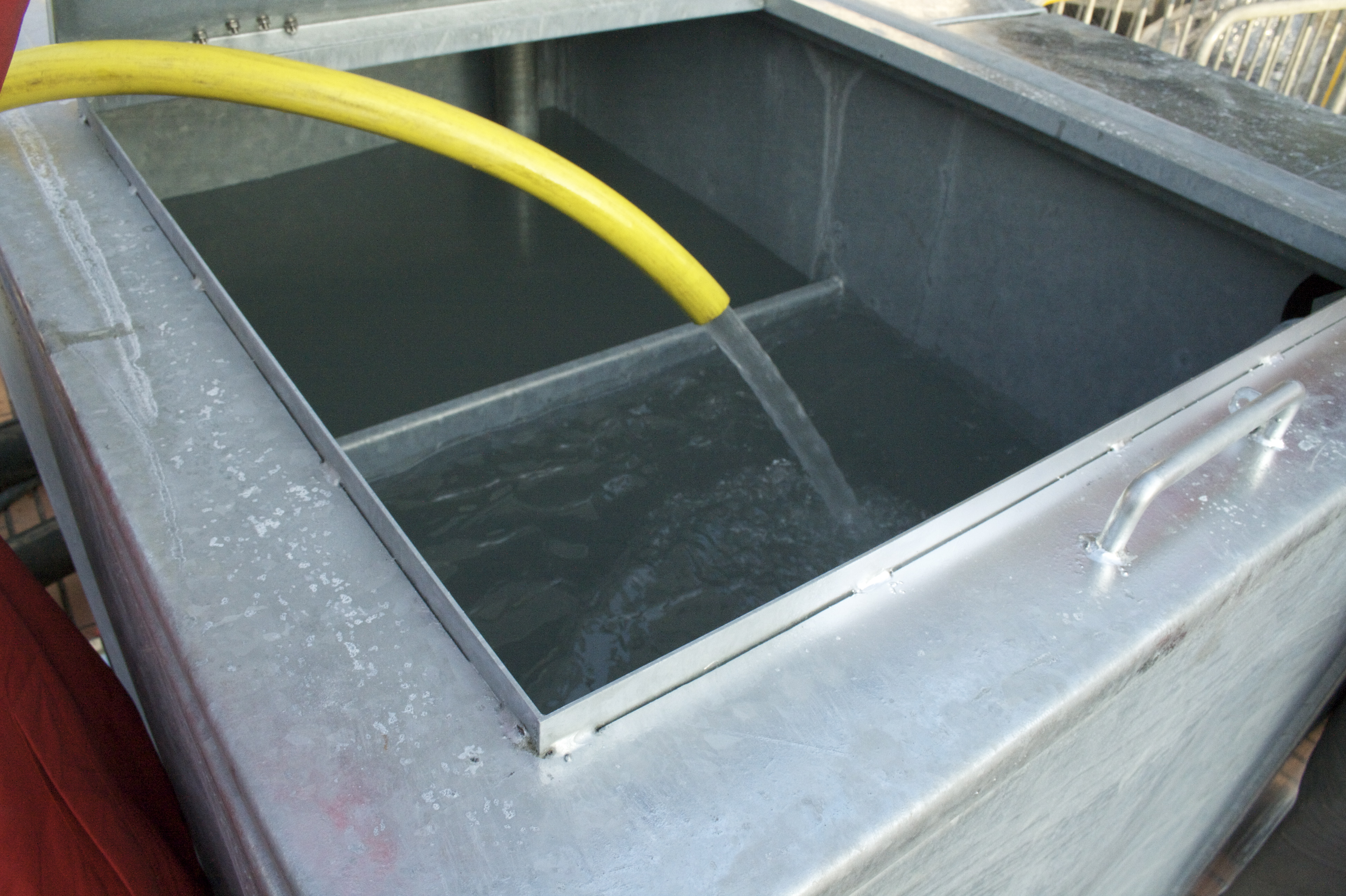
Riempimento del buffertank con la miscela di acqua e liquido anti-congelante
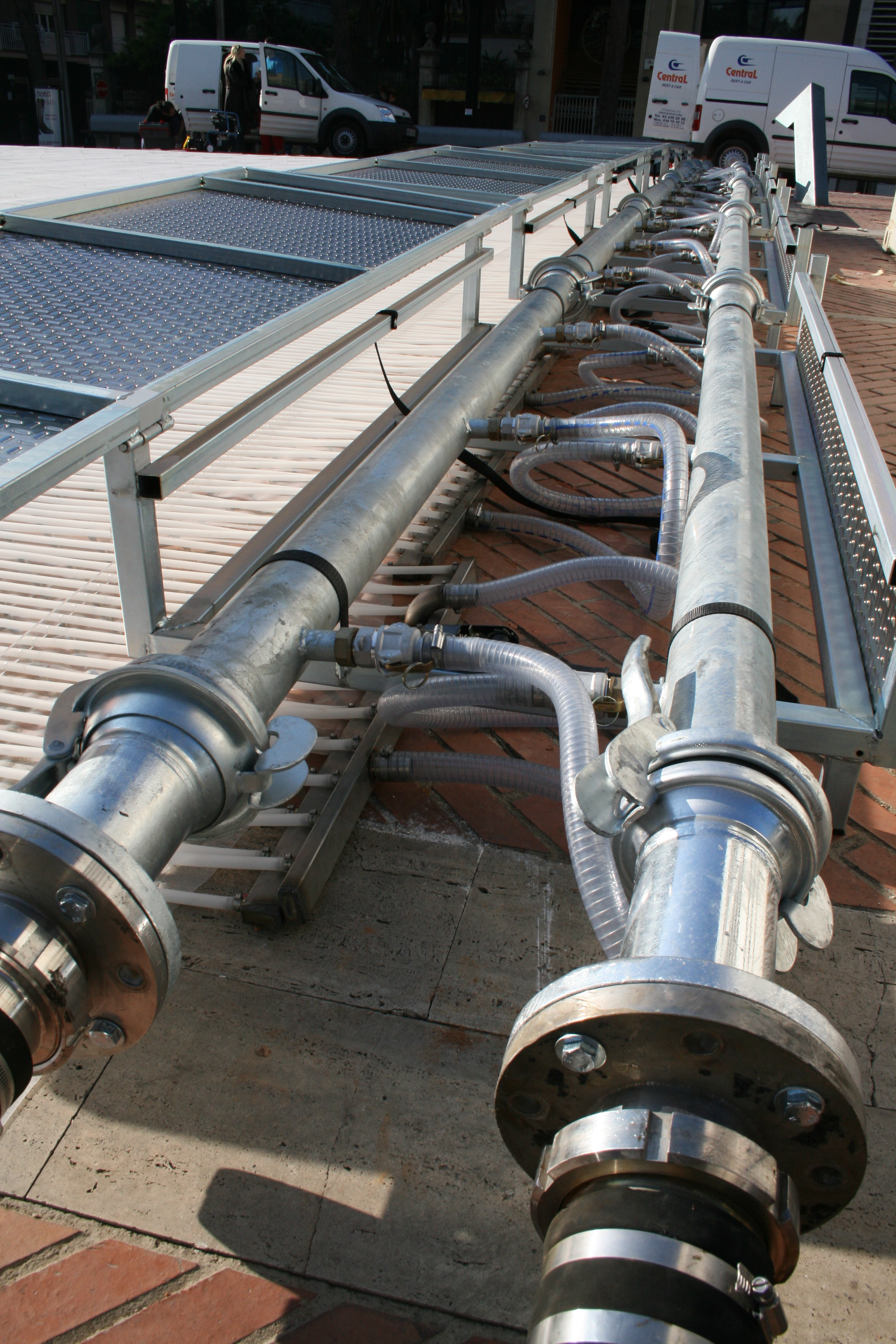
I collettori principali
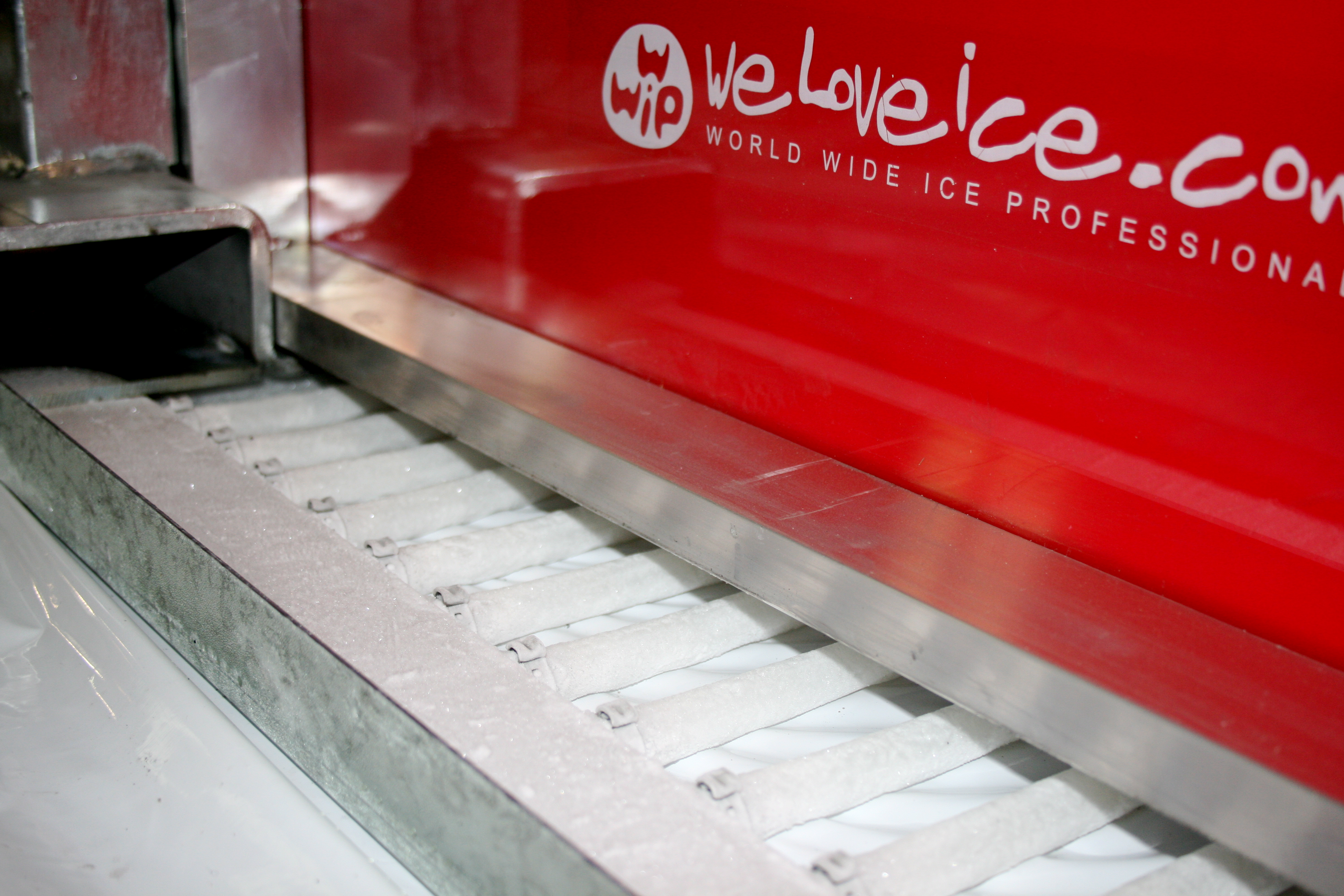
Collettore terminale all’estremità di una pista
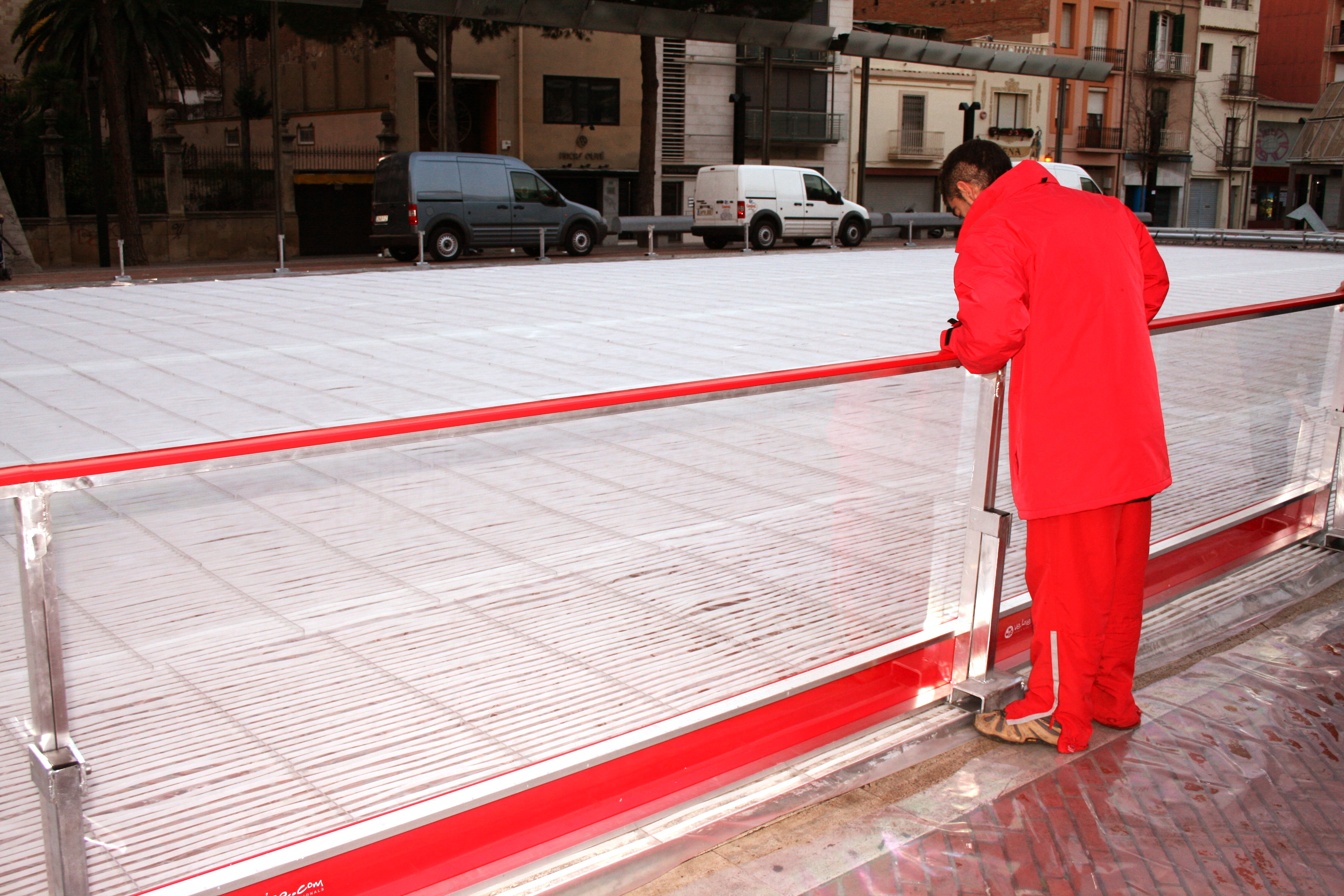
Montaggio della recinzione perimetrale di una pista di ghiaccio provvisoria
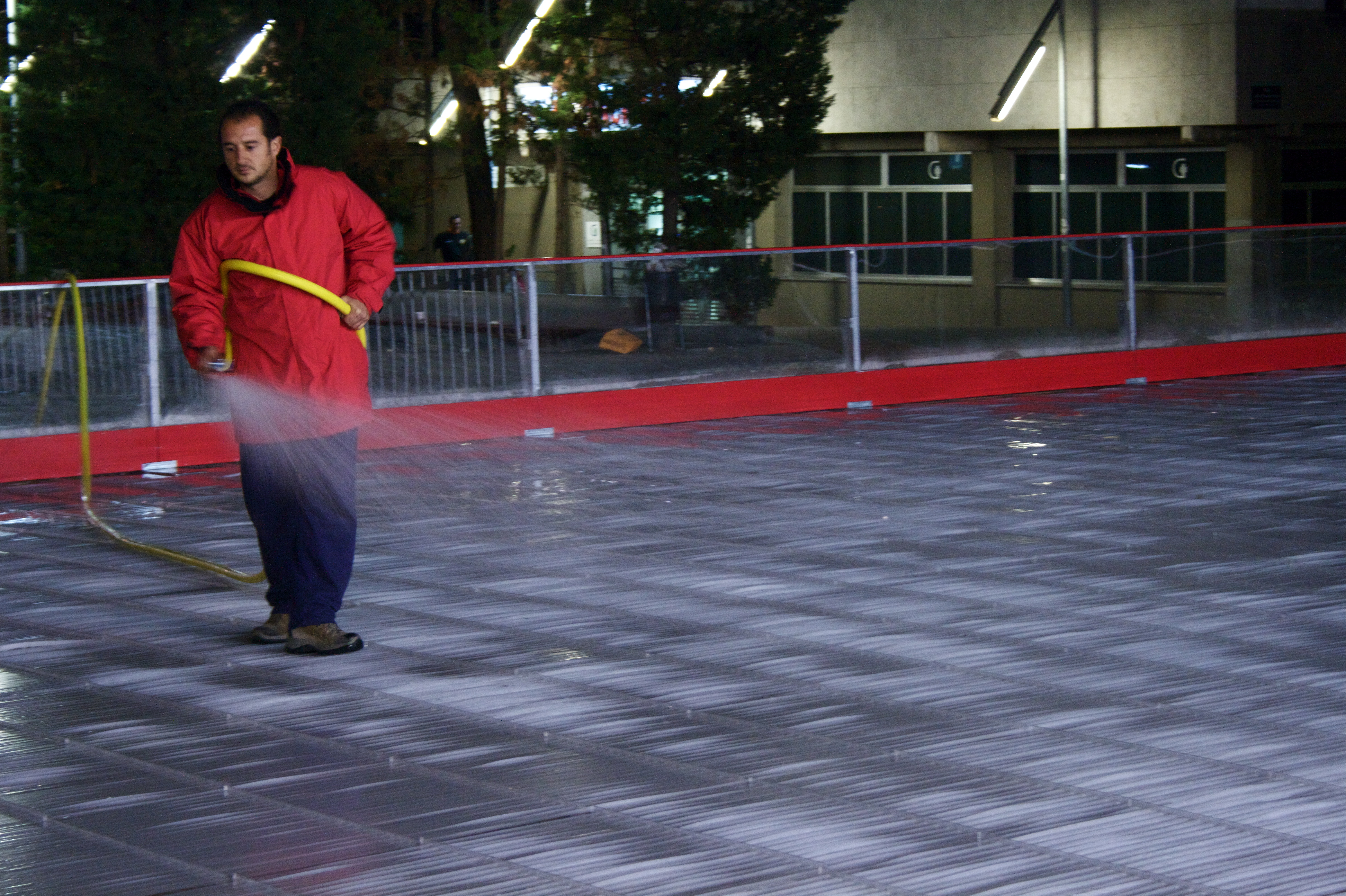
L'addetto forma il ghiaccio
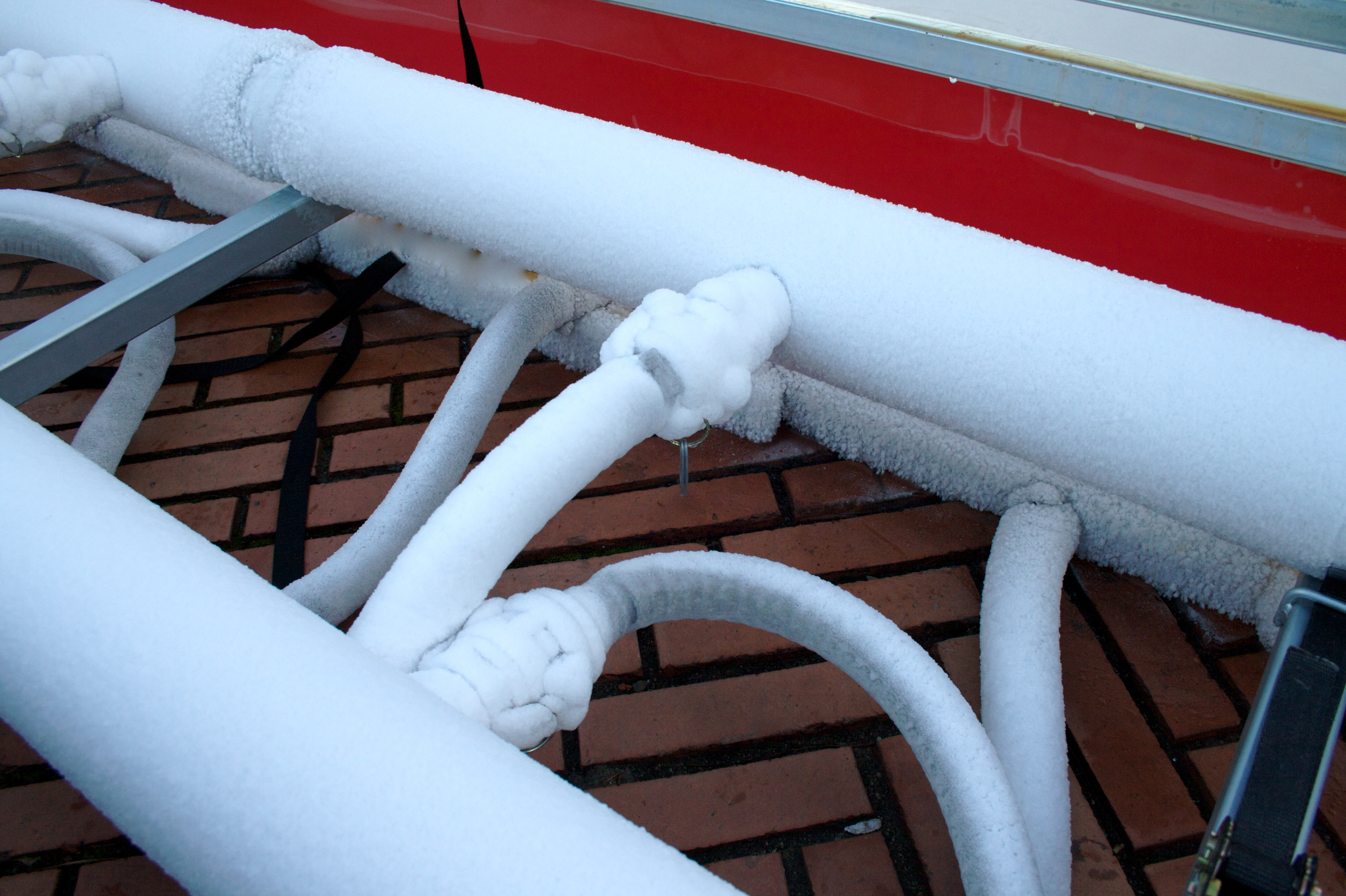
I collettori principali ghiacciati in una pista di ghiaccio
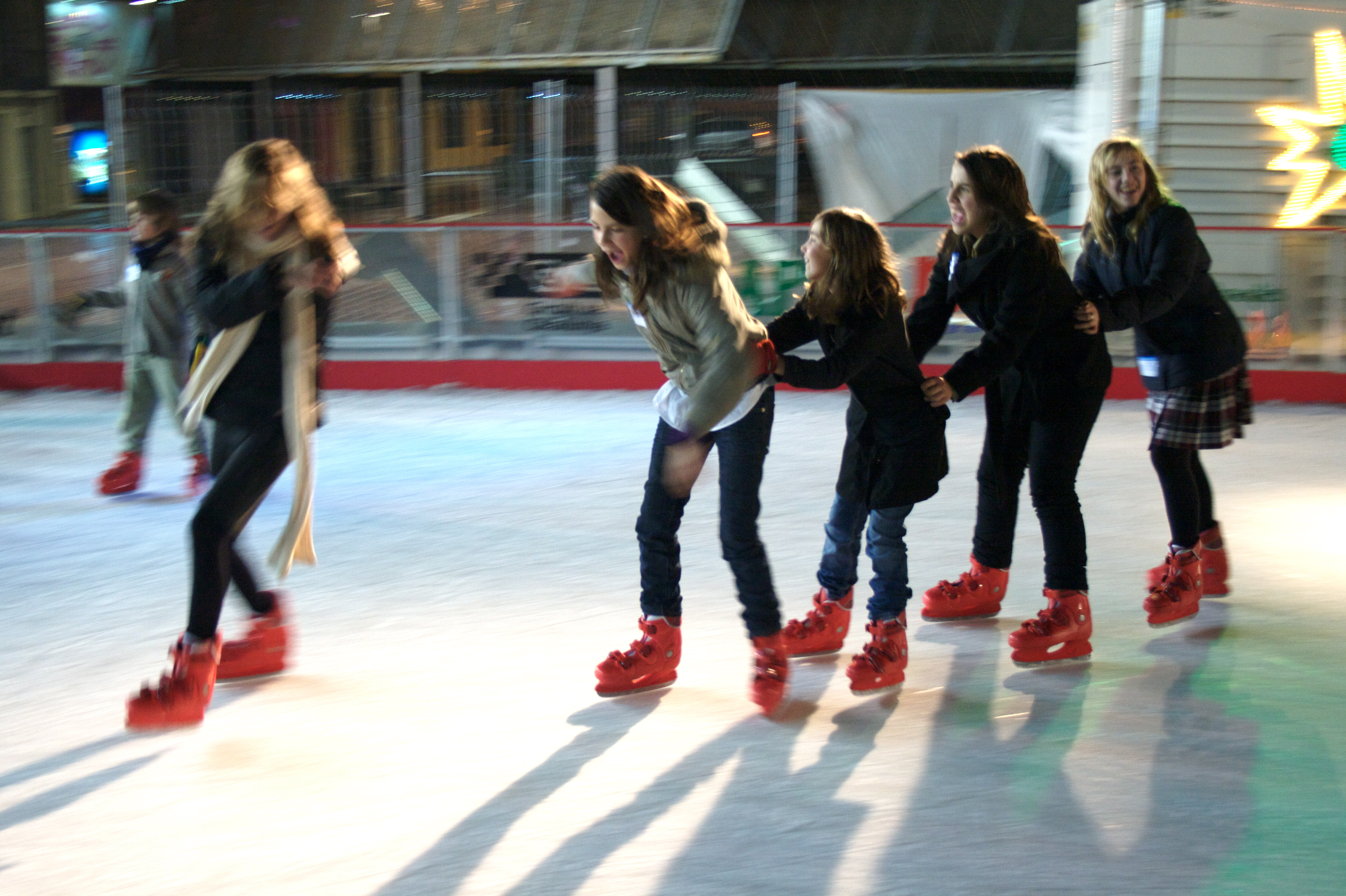
Pattinaggio all’aria aperta in un centro cittadino
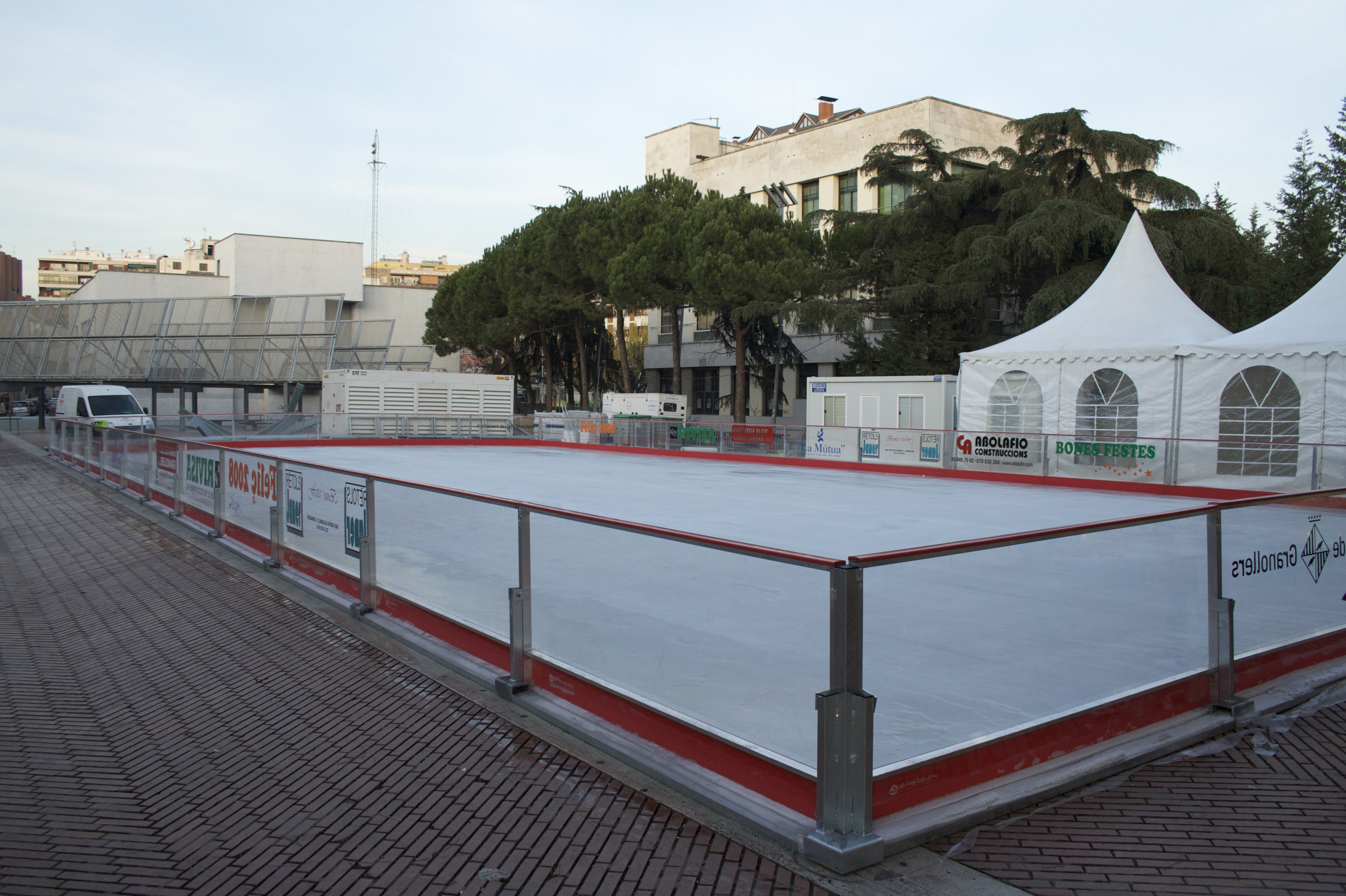
Tipica pista di ghiaccio provvisoria in un centro cittadino